# Jeff Baxter

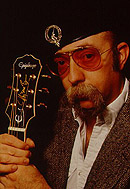

Jeff "Skunk" Baxter (ur. 13 grudnia 1948 w Waszyngtonie) – amerykański muzyk i specjalista ds. obrony przeciwrakietowej. W latach 70. grał w zespołach Steely Dan i The Doobie Brothers, obecnie pracuje jako doradca w pentagońskiej agencji Missile Defense Agency oraz szeregu innych organizacji rządowych i prywatnych związanych z antyterroryzmem i obronnością kraju.

## Kariera muzyczna
W 1966 roku Baxter spotkał Jimiego Hendrixa i przez krótki okres grał w jego zespole "Jimmy James and the Blue Flames". Po ukończeniu szkoły średniej wstąpił do School of Public Communication prowadzonej przez Uniwersytet Bostoński, gdzie studiował dziennikarstwo; w czasie studiów grał w różnych lokalnych, amatorskich zespołach rockowych. W 1968 wziął udział w nagraniu trzeciego i ostatniego albumu psychodelicznego zespołu rockowego Ultimate Spinach.
Po rozpadzie grupy Baxter przeniósł się do Los Angeles, gdzie zaczął pracować jako muzyk sesyjny i w 1972 wspólnie z Walterem Beckerem, Donaldem Fagenem, Dennym Diasem, Jimem Hodderem i Davidem Palmerem założył zespół Steely Dan. Z grupą nagrał pierwsze trzy płyty.
W 1974 roku opuścił Steely Dan i przyłączył się do The Doobie Brothers, gdzie grał na gitarze akustycznej, elektrycznej i elektrycznej gitarze hawajskiej. W Doobie Brothers grał do 1978.
Po opuszczeniu Doobie Brothers kontynuował karierę jako muzyk studyjny, grając z takimi artystami jak: Willy DeVille, Bryan Adams, Hoyt Axton, Eric Clapton, Gene Clark, Sheryl Crow, Freddie Hubbard, Joni Mitchell, Rick Nelson, Dolly Parton, Carly Simon, Ringo Starr, Rod Stewart, Barbra Streisand i Donna Summer. Jako muzyk sesyjny wziął udział w tournée takich gwiazd jak Elton John i Linda Ronstadt.
Jest jednym z założycieli zespołu The Coalition of the Willing, gdzie oprócz niego w zespole grają: Andras Simonyi – ambasador Węgier w ONZ, Alexander Vershbow – ambasador USA w Korei Południowej, Daniel B. Poneman – były członek United States National Security Council i Lincoln Bloomfield – były asystent sekretarza stanu ds. bezpieczeństwa przy Białym Domu.

## Baxter jako doradca ds. bezpieczeństwa
W latach 80. Baxter zainteresował się technologią cyfrową używaną do rejestracji dźwięku. Sąsiad Baxtera, emerytowany inżynier pracujący między innymi nad rozwojem pocisku Sidewinder, zaprenumerował Baxterowi fachową publikację na temat technologii lotniczych. Zainteresowany tym tematem muzyk został samoukiem specjalizującym się w kwestiach obrony przeciwrakietowej. Napisał opracowanie sugerujące użycie okrętowych pocisków przeciwlotniczych Aegis jako rudymentarnego systemu obrony przeciwrakietowej i przekazał je republikańskiemu kongresmenowi Danowi Rohrabacherowi; pomysły Baxtera zostały bardzo dobrze przyjęte i w 1995 został przewodniczącym Civilian Advisory Board for Ballistic Missile Defense.
W późniejszym okresie Baxter był zatrudniony przez Pentagon, gdzie pracował w Missile Defense Agency i National Geospatial-Intelligence Agency, jest konsultantem amerykańskiego Department of Defense, różnych agencji wywiadowczych oraz prywatnych firm takich jak: Applications International Corporation ("SAIC"), Northrop Grumman Corp. i General Atomics Aeronautical Systems Inc.
Od 2005 roku pracuje także dla NASA.